# Puchero
Le puchero (du latin pultarĭus, « farine cuite à l'eau ») est le nom de plusieurs types de mets en Espagne (Andalousie, Canaries) et en Amérique du Sud (Argentine, Colombie, Paraguay, Pérou et Uruguay) proches du pot-au-feu.

## Définition
C'est un plat commun consommé aussi bien par les pauvres que par les riches. La distinction se fait dans le nombre et la variété des morceaux de viande utilisés. Le récipient dans lequel il est cuit et présenté porte le même nom.

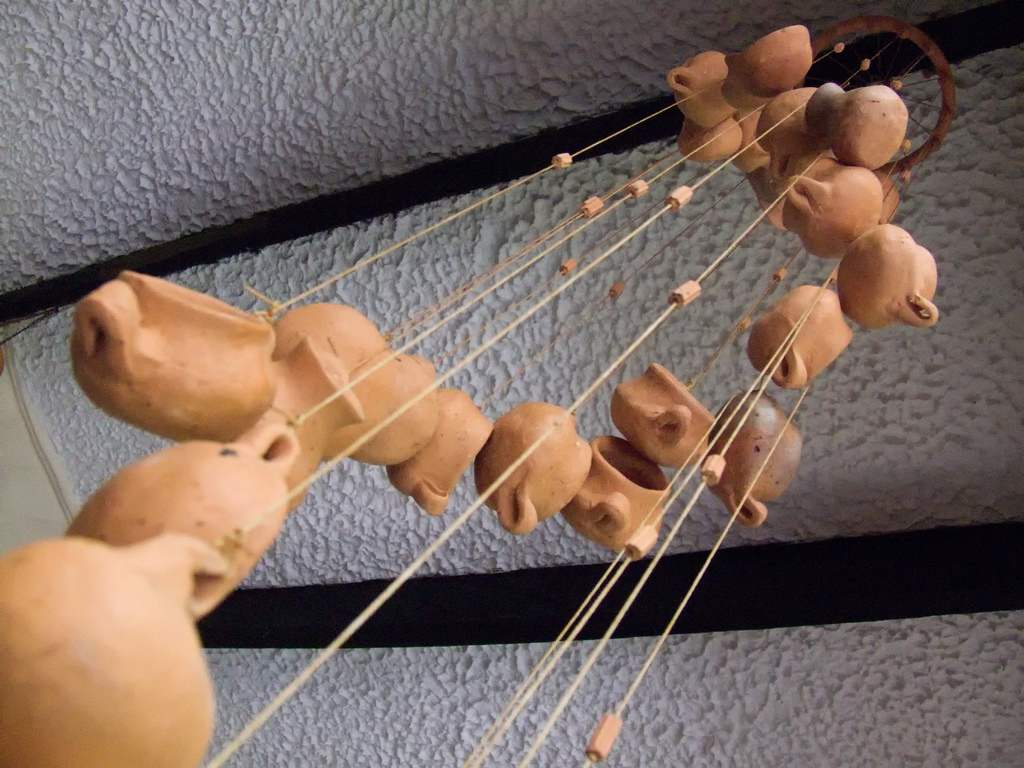
Pucheros en terre cuite.
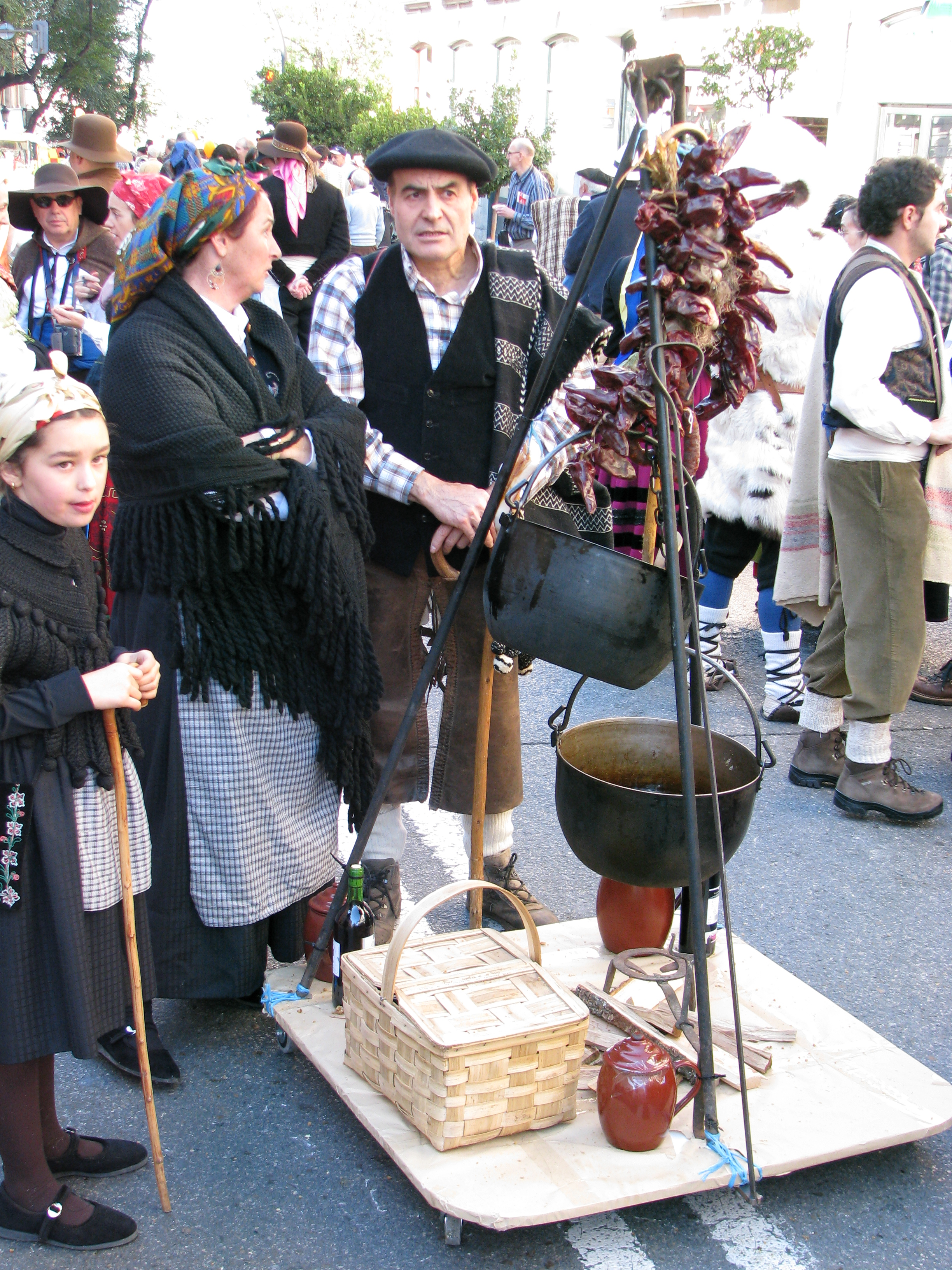
Marmites et pucheros (récipients) en porcelaine dans la XVe Fiesta de la Trashumancia de Madrid en 2008.

## Pucheraferroviaire

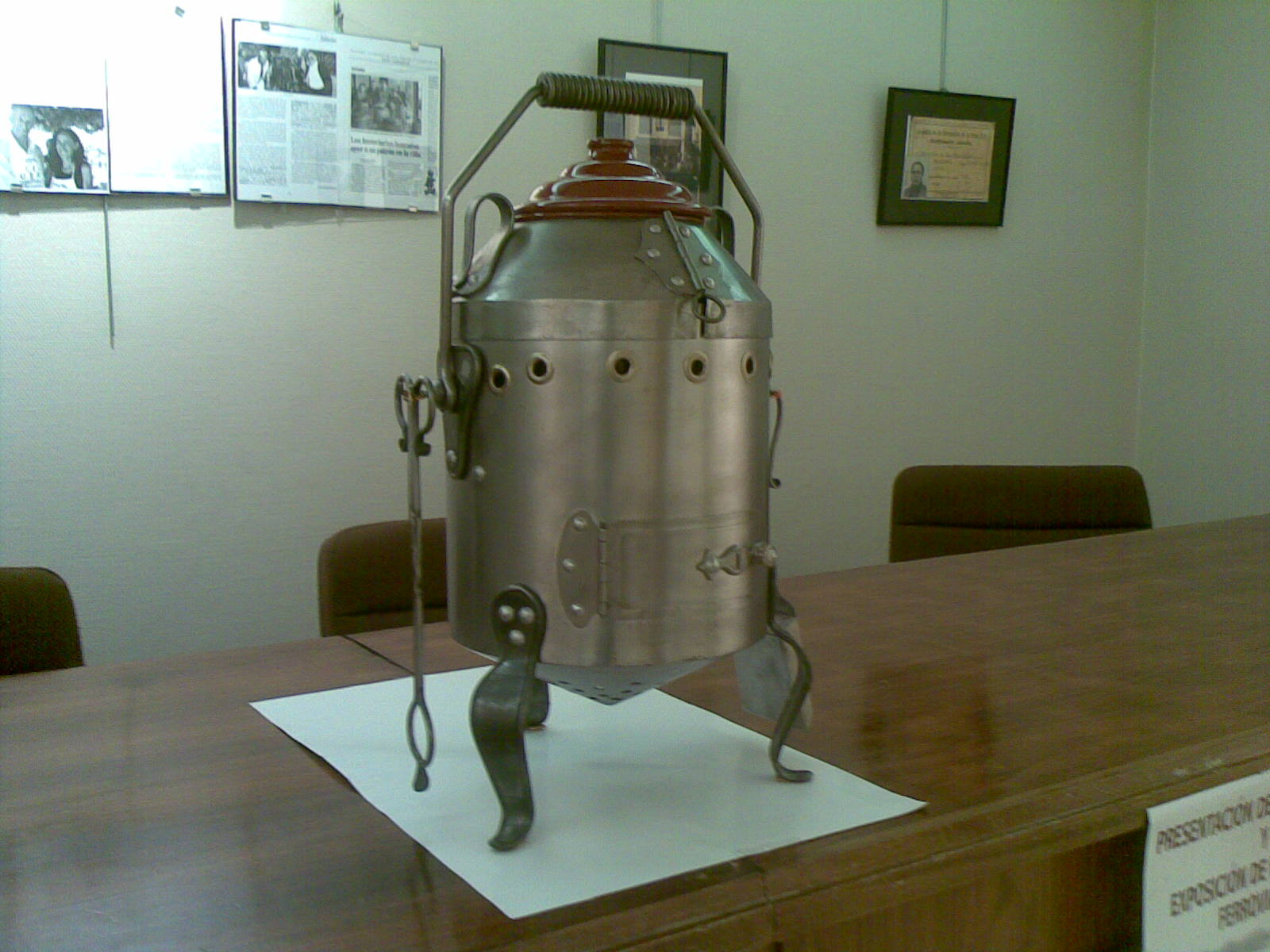
Une marmite ferroviaire, avec le typique puchero à l'intérieur.

L'influence sociale du chemin de fer de La Robla a même touché au chapitre culinaire, rendant célèbre un plat dérivé des exigences des longs voyages et de la dure climatologie : la puchera ferroviaire. Elle fonctionne en utilisant la chaleur du moteur de la locomotive. Elle était fabriquée dans les ateliers de Cistierna et de Balmaseda et était composée d'une carcasse ou d'une doublure de plaque de fer-blanc, hermétique et avec un trou dans le fond pour expulser la vapeur d'eau, et dans l'intérieur de laquelle se logeait le puchero.
La composition de la marmite varie en fonction de la zone. Il peut s'agir de haricots à Cistierna, d'une potage de pois chiches à Guardo, de pommes de terre avec du veau à Mataporquera ou d'un potage de haricots à Balmaseda,. Le nom varie aussi selon la région où il est cuisiné, pouvant s'appeler aussi « marmite ferroviaire » ou simplement putxera.

## Espagne

### Andalousie

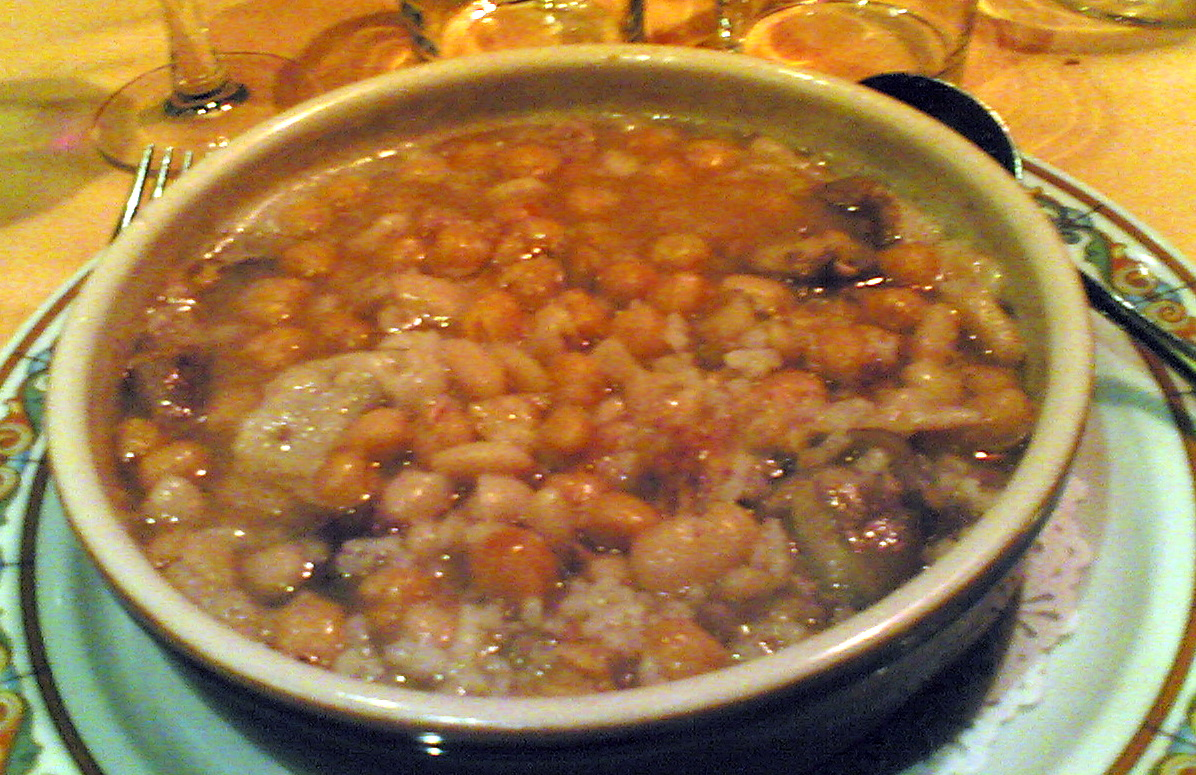
Puchero andalou.

Le puchero andalou, connu aussi sous le nom de olla ou de cocido, se compose d'un bouillon où ont été cuites des viandes de bœuf, de porc, de mouton et de poulet, avec du lard et des os, dont parfois un os de jambon. La base des légumes consiste en des pois chiches et des pommes de terre. Elle peut être enrichie par des carottes, du chou, du céleri, des haricots, de la courge, des betteraves ou des navets.

### Canaries

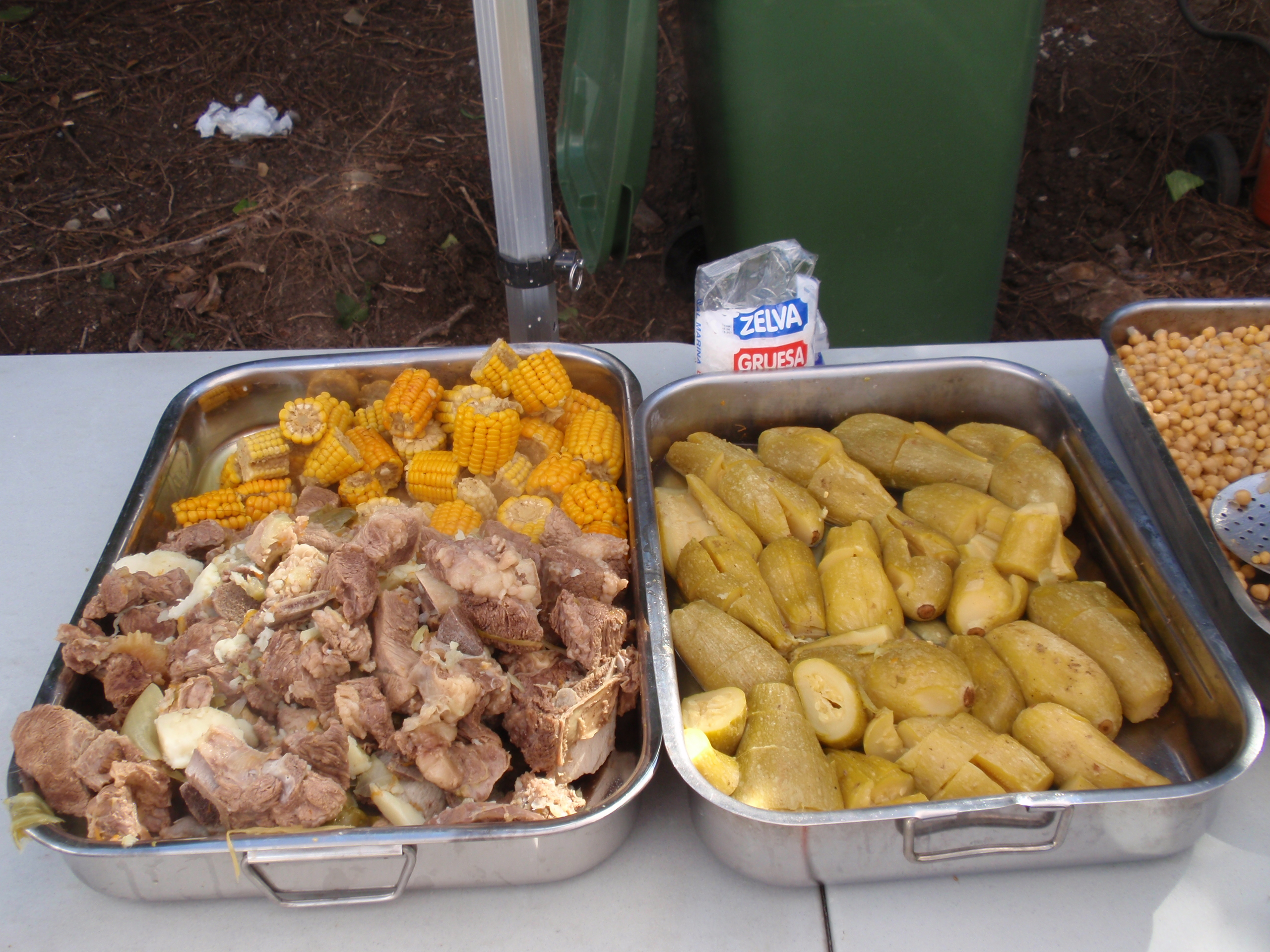
Puchero des Canaries.

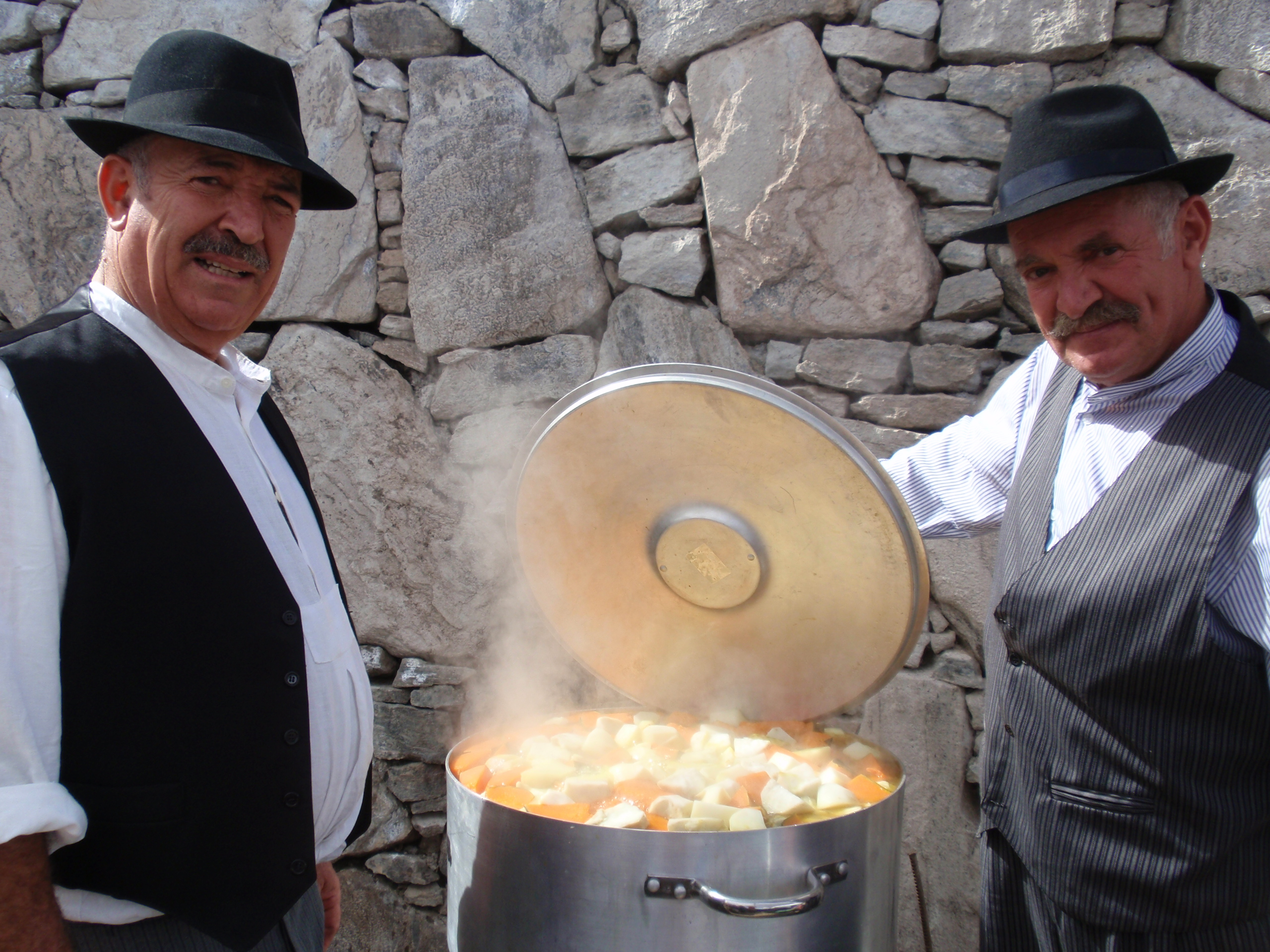
Préparation du puchero.

Le puchero des Canaries est un menu complet. Le bouillon permet de préparer une soupe en entrée, tandis que les viandes (mouton, bœuf, chorizo et lard), légumes (pois chiches, pommes de terre, haricots verts, chou, citrouille, courgettes et carottes) et végétaux exotiques (épis de maïs, poires, patates douces) se consomment à part.

## Amérique latine

### Argentine

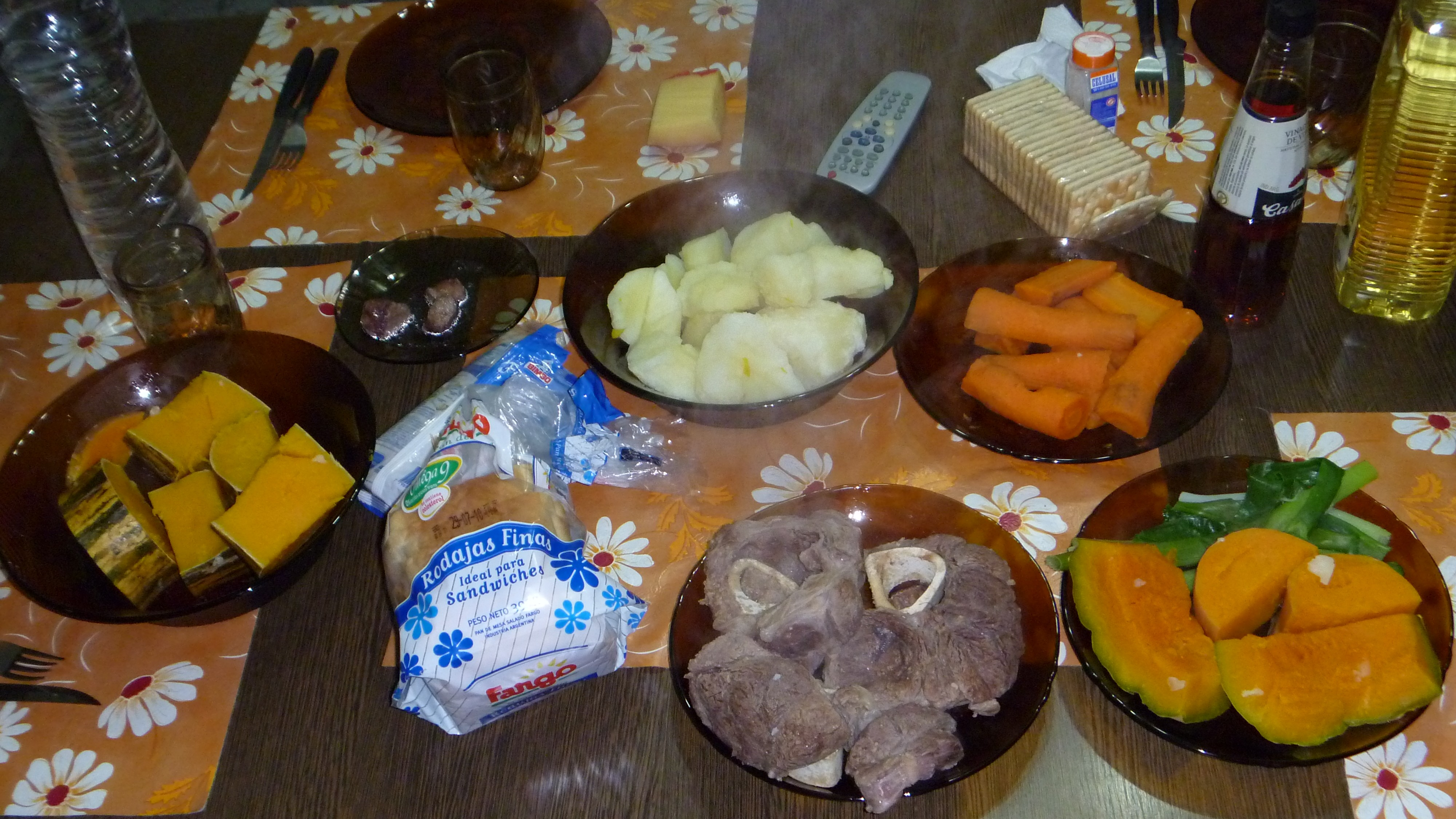
Puchero argentin.

Le puchero de Rio de la Plata se réclame d'une origine andalouse. Il fut le plat par excellence de l'Argentine et de la pampa. Contrairement au puchero espagnol où sont consommés bouillon, viande et légumes, ce puchero néglige le bouillon. Sa spécificité réside dans l'abondance des viandes qui prennent le pas sur les légumes, en particulier sur les pois chiches si communs dans les pucheros espagnols. Les ingrédients typiques, outre la viande de bœuf, les saucisses et le lard de cochon, sont les pommes de terre, les carottes, les oignons et les courges. S'y adjoignent les patates douces, le maïs, les tomates, les poivrons, du chou et des œufs.

### Colombie

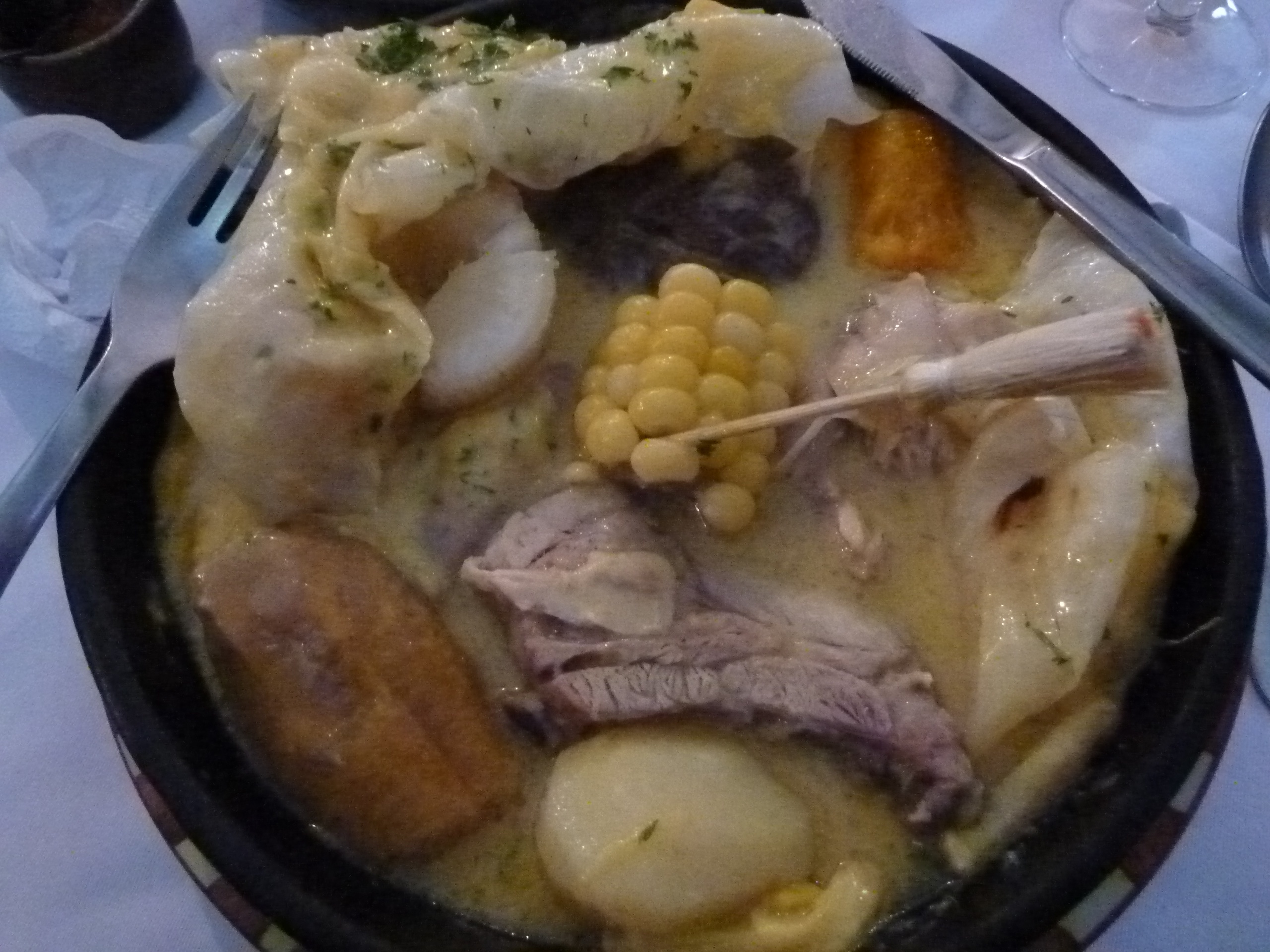
Puchero santafereño.

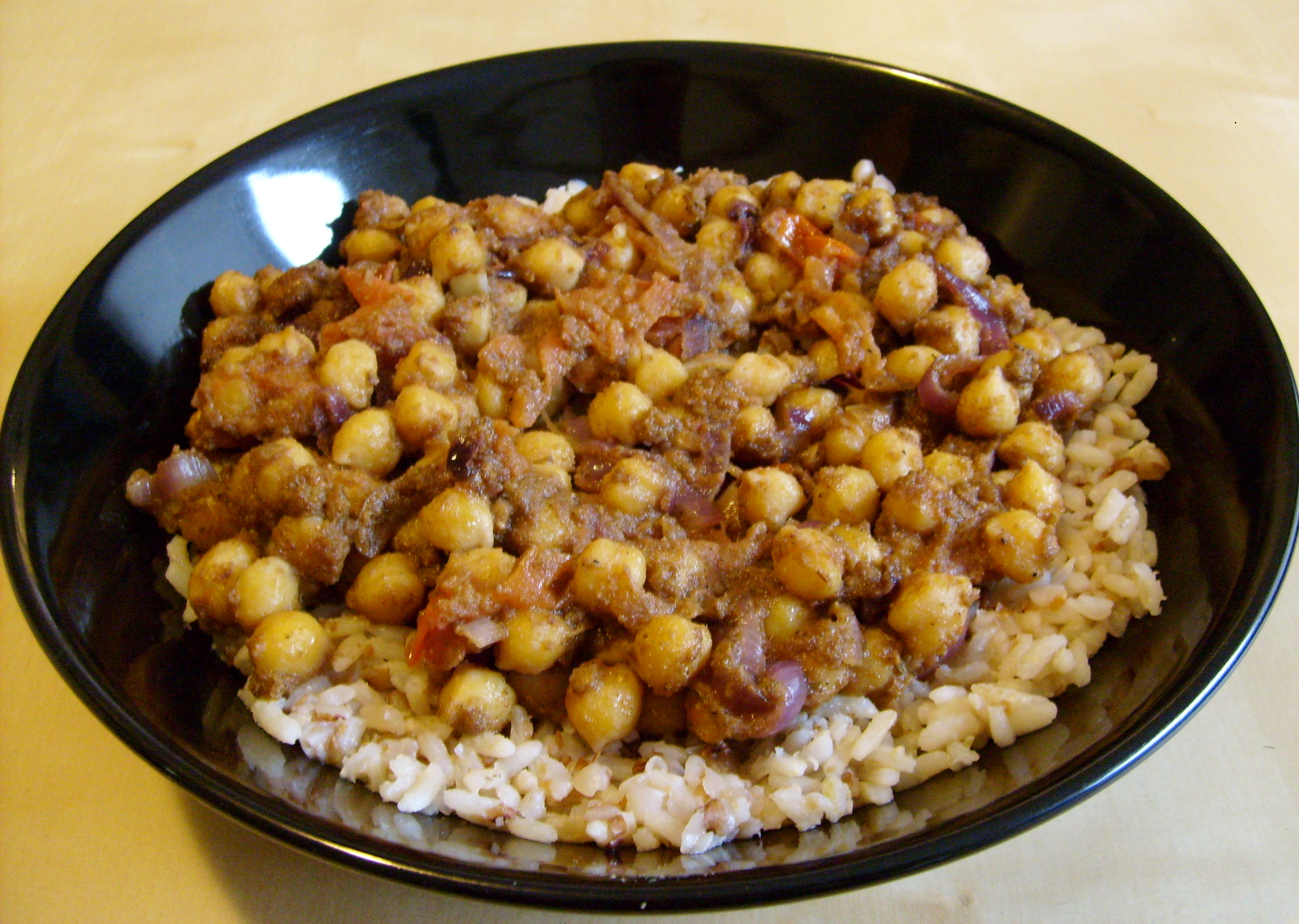
Puchero de Colombie.

La tradition veut que le meilleur puchero santafereño se fasse à Bogota, la capitale de la gastronomie en Colombie. Son origine est aussi andalouse, il a été introduit à l'époque de la colonisation espagnole. Le bouillon, appelé caldito de puchero, se consomme comme une soupe ou un potage. La viande et les autres ingrédients sont servis comme plat principal. Dans la composition du puchero de Colombie entrent cuisses de poulet, viande de porc, viande de bœuf haché, côtes de bœuf, saucisses, bananes vertes, pommes de terre, feuilles de chou, ail et oignons verts.